# Chapelle Notre-Dame-de-Lorette d'Alençon
La chapelle Notre-Dame-de-Lorette est un édifice situé à Alençon, en France.

## Localisation
Le bâtiment est situé dans le département français de l'Orne, au sud de l'agglomération d'Alençon, sur la rive gauche de la Sarthe, aux nos 108 et 110 de la rue du Mans.

## Architecture
Les façades et les toitures ainsi que les deux portails en hémicycle de la chapelle sont inscrits au titre des monuments historiques depuis le 24 mars 1975.

### Acticles connexes
- Liste des monuments historiques de l'Orne